# Sobibór udryddelseslejr
Sobibor var en nazitysk udryddelseslejr, ligesom de andre lejre i Aktion Reinhard beliggende nær floden Bug i det tyskbesatte Polen i udkanten af den enorme Parchew-skov. Sobibor dækkede et lille areal, omfattende jernbanestationen og et stykke ind i skoven. Området er fugtigt, da det ligger i udkanten af Pripjat-sumpene. 
Sobibor var en af de fire udryddelseslejre under kommando af Odilo Globocnik. Fangerne blev fragtet til lejren med tog i godsvogne, skønt vesteuropæiske jøder ofte ankom i passagertog.  Polske jernbanearbejdere fortæller i dokumentarfilmen Shoah, hvordan de så jødinderne pudre sig og rede håret ved ankomst uden at ane, hvad der ventede dem om få minutter; og jernbanearbejderne havde forbud mod at tale med dem.
Ved ankomsten måtte de sætte bagagen fra sig og klæde sig af. Under dække af at skulle i brusebad for at hindre spredning af sygdomme, blev de ført til gaskammeret gennem den såkaldte Himmelstrasse og dræbt med udstødningsgas fra et køretøj. Når alle var døde, blev kammeret tømt af jødiske fanger, der udgjorde en Sonderkommando (= særkommando).
Ved årsskiftet 1942/1943 kom lejren op på en kapacitet på ca. 1.300 mord pr. dag.
135.000 hollandske jøder, som Auschwitz ikke kunne aftage, endte i Sobibór. I alt antages 250.000 jøder at være myrdet i lejren. 
Arkæologen Yoram Haimi har udgravet lejren i 2012 og har søgt at beregne antallet af døde ud fra askedyngernes størrelse. 

## Flugten
I september 1943 overførte tyskerne en gruppe fangne jødiske soldater fra Den Røde Hær til Sobibór under ledelse af løjtnant Aleksandr Petjerskij.  Ved hjælp af de øvrige fanger planlagde denne gruppe et angreb på vagterne. Planen var at lokke de tyske underofficerer ind på værkstederne én ad gangen, slå dem ihjel og flygte i håb om, at de tilbageblevne vagter og ukrainerne ville kunne overraskes. Hovedmålene var Gustav Wagner og Karl Frenzel,  der dog begge overlevede. Wagner var ikke i Sobibór under opstanden, og Frenzel lod sig ikke lokke ind på et værksted. Da jøderne i lejr II ikke kom i kontakt med jøderne i Totenlager (= dødslejren, dvs. området, hvor gaskamrene og massegravene lå), blev de i dødslejren fuldstændigt overrumplede, da opstanden brød ud. Ingen af dem havde en chance for at overleve.
Oprøret i Treblinka 2. august 1943 burde have gjort tyskerne mere opmærksomme, men under opstanden i Sobibór 14. oktober lykkedes det fangerne at dræbe 11-13 tyskere, deriblandt den næstkommanderende, Johann Niemann, samt mindst én ukrainer. Niemann blev lokket ind på skrædderværkstedet for at prøve en ny uniform, og fangen Alexander Shubayev dræbte ham dér med en økse. Shubayev slap levende fra oprøret, men blev dræbt af tyskerne efter at have sluttet sig til de sovjetiske partisanstyrker. Yehuda Lerner, der også dræbte en tysker med økse i værkstedet, overlevede derimod krigen. 
Johann Niemanns fotoalbum fra lejren kom for en dag i 2020, indleveret af et barnebarn.
Oprørerne blev opdaget, da de brød ud af lejren. Det lykkedes kun ca. 300 at flygte; resten blev skudt af vagter eller sprængt i luften i minefeltet, der omgav lejren. Løjtnant Petjerskij og hans følge krydsede floden Bug og slog sig sammen med sovjetiske partisaner.  Færre end 50 af de undslupne overlevede krigen.  Shubayev, der havde ledet opstanden, modtog aldrig nogen medalje for sin heltebedrift, eftersom han var jøde. 
Lejren blev afviklet i hast efter den store flugt efter ordre fra Himmler. For at skjule, hvad der var foregået, blev lejren revet ned, og området tilplantet med fyrreskov. Nogle dage efter opstanden skulle SS-mand Herbert Floss følge de ukrainske vogtere fra Sobibór tilbage til træningslejren Trawniki ca. 30 km sydøst for Lublin. Trawniki var oprettet i 1941 som træningslejr for soldater fra Den Røde Hær, der var taget som krigsfanger af tyskerne, og sendt til krigsfangelejrene, hvor sultedød og massehenrettelser foregik. Herfra blev udvalgte -især "folketyskere" - sendt til Trawniki, hvor de blev trænet af tyske instruktører i brug af tyske våben og vagttjeneste. Særlig blev de benyttet til ghettorydning og vagttjeneste i koncentrationslejre.  Ukrainerne nærede ingen større tillid til, hvad tyskerne ville gøre ved dem som Geheimnisträger (med tavshedspligt), og hver ukrainer fik da heller ikke udleveret mere end én laderamme med fem skud til sit gevær. Under transporten fra Sobibór til Trawniki skød og dræbte ukrainerne Floss, før de deserterede. 
I juni 2019 døde den sidste kendte overlevende fra oprøret, Semion Rosenfeld. Han var født i Ukraine og døde 96 år gammel på et aldershjem ved Tel Aviv.

## Mindesmærke
Der er rejst et mindesmærke af mor og barn i rød sten, hvor man mener, gaskammeret lå. Der er også opført et skålformet monument. Tidligere var der en rude i monumentets fundament. Bag glasset sås aske og knoglestumper. Da der i 2000 blev skudt på ruden, blev den fjernet under renoveringen i 2001.
Den hollandske dagbogsskriver Helga Deen og hendes familie blev udslettet i Sobibór. I 2007 udkom hendes korte dagbog på tysk som “Wenn mein Wille stirbt, sterbe ich auch”. Tagebuch und Briefe.

## Retssagen mod John Demjanjuk
Den 12. maj 2011 blev John Demjanjuk ved retten i München idømt fem års fængsel for medvirken til drabet på 28.060 fanger i Sobibor, hvor John Demjanjuk under krigen var vagt.